# Derrick Hamilton
Derrick Hamilton, né le 20 mai 1966 à Mobile, en Alabama, est un joueur américain de basket-ball. Il évolue au poste d'ailier.